# Aktienzusammenlegung
Die Aktienzusammenlegung (auch Nennwerterhöhung; englisch reverse split oder stock splitdown) ist eine Kapitalmaßnahme einer Aktiengesellschaft, welche die Anzahl der ausgegebenen Aktien verringert, wodurch der Börsenkurs der verbleibenden Aktien entsprechend steigt. Das Gegenteil ist der Aktiensplit.

## Hintergründe
Eine Aktienzusammenlegung muss in der Hauptversammlung beschlossen werden. Der Effekt einer Aktienzusammenlegung ist zum einen psychologischer Natur, da sich an den Beteiligungsverhältnissen und dem Gesamtwert der Aktiengesellschaft nichts ändert. Die Aktie verteuert sich im Börsenpreis, ohne dass sich das Eigenkapital der Gesellschaft ändert.
Zum anderen kann es triftige Gründe geben, die eine Aktienzusammenlegung erforderlich machen: Wenn die Aktien eines Unternehmens zu sehr niedrigen Börsenkursen, genauer gesagt unter dem Nennwert der Aktien, gehandelt werden, ist es nach dem deutschen Aktiengesetz untersagt, neue Aktien zu emittieren, da neue nicht unter dem Nennwert der alten Aktien ausgegeben werden dürfen.
Die Vereinheitlichung von Vorzugs- und Stammaktien zu einer einzigen Aktienkategorie Stammaktien kann ebenfalls in Form der Aktienzusammenlegung erfolgen. Alternativ können die Vorzugsaktien auch in Stammaktien umgewandelt werden, wobei hierbei eine meist relative Umrechnung erfolgt, um die Gleichwertigkeit von Vorzügen und Stämmen herzustellen.

## Technische Durchführung
In der technischen Durchführung werden bei Nennbetragsaktien die bisherigen Aktien eingezogen und durch Aktien mit einem höheren Nennwert aber gleicher WKN bzw. ISIN ersetzt. Bei Stückaktien wird hingegen lediglich die Satzung der Aktiengesellschaft entsprechend angepasst und die Zahl der Aktien in den Depots der Aktionäre verringert.

## Darstellung
Nach der Zusammenlegung werden automatisch erstellte Charts dahingehend angepasst, als hätte die Aktie bereits immer die neue Stückelung, so dass kein Sprung im Kursverlauf sichtbar ist. Anderenfalls könnte ein Betrachter oder auch eine Software fälschlich davon ausgehen, der Kurs hätte sich im Rahmen verstärkter Käufe aufgrund wirtschaftlicher Änderungen so entwickelt, was wiederum zu Fehlentscheidungen führen könnte.